# Verbistmolen
De Verbistmolen of Molen Verbist is een windmolenrestant in de Antwerpse plaats Nijlen, gelegen aan de Spoorweglei 21.
Deze ronde stenen molen van het type stellingmolen fungeerde als korenmolen en oliemolen.

## Geschiedenis
De molen werd gebouwd in 1841. In 1914 werd de molen als waarnemingspost door het Belgische leger gebruikt. Hij werd toen beschoten. Het gevlucht verdween en de romp werd beschadigd. Vervolgens werd de molen nog door de Duitsers als waarnemingspost gebruikt.
De romp werd later vergezeld van enkele gebouwen en werd nog gebruikt als mechanische maalderij. Tot 2009 werd er ook handel in landbouwproducten in gedreven. In 2014 werd de mechanische maalinrichting verwijderd en kreeg de molen een bestemming als woning als onderdeel van een nieuwe woonwijk. Hij werd gewit en voorzien van een gaanderij die echter niet leek op de originele stelling.
- Inventaris van het Bouwkundig Erfgoed (Vlaanderen): 3245